# Unterseeboot 544
L'Unterseeboot 544 ou U-544 était un sous-marin allemand utilisé par la Kriegsmarine pendant la Seconde Guerre mondiale.

## Historique
Après sa période de formation et d'entraînement à Stettin dans la 4. Unterseebootsflottille jusqu'au 31 octobre 1943, l'U-544 est affecté à une unité de combat à la base sous-marine de Lorient dans la 10. Unterseebootsflottille.
L'U-544 est coulé le 16 janvier 1944 dans l'Atlantique au nord-ouest des Açores à la position géographique de 40° 30′ N, 37° 20′ Opar des charges de profondeur et par des roquettes lancées par un avion Grumman TBF Avenger de l'escadrille VC-13 du porte-avions d'escorte américain USS Guadalcanal. 
Les 57 membres de l'équipage meurent dans cette attaque.

## Affectations successives
- 4. Unterseebootsflottille du 5 mai 1943 au 31 octobre 1943
- 10. Unterseebootsflottille du 1er novembre 1943 au 16 janvier 1944

## Commandement
- Kapitänleutnant Willy Mattke du 5 mai 1943 au 16 janvier 1944

## Navires coulés
L'U-544 n'a, ni coulé, ni endommagé de navire au cours de l'unique patrouille qu'il effectua.

## Sources
- U-544 sur Uboat.net